# Aermacchi AM.3
L'Aermacchi AM.3 est un biplace d’observation et de coopération terrestre italien de la fin des années 1960.

## Aermacchi MB-335
C’est pour répondre à un besoin de l’armée italienne, qui cherchait un appareil pour remplacer ses Cessna L-19, que les constructeurs Aermacchi et Aerfer développèrent conjointement un classique monoplan à aile haute contreventée, biplace en tandem à train classique fixe. Construit par Aermacchi, le premier prototype effectua son premier vol le 12 mai 1967, suivi le 22 août 1968 d’un second prototype, réalisé par Aerfer. L’armée italienne préfèrera le SIAI Marchetti SM.1019 (en).

## Aermacchi AM.3C
En 1969 Aerfer disparut au sein d’Aeritalia qui poursuivit le développement du MB-335. Un troisième prototype fut donc réalisé, le moteur Continental TSIO-520-C (en) d’origine laissant la place à un Lycoming GSO-480-B1B6 (en) plus puissant, construit sous licence par Piaggio. L’avion fut rebaptisé AM.3C. En septembre 1970 la South African Air Force passa commande de 40 AM.3C. Les 8 premiers exemplaires furent livrés directement d’Italie en 1973, les 32 suivants étant assemblés par Atlas Aircraft Corporation, le dernier sortant d’usine en décembre 1975. En Afrique du Sud ces avions ont été désignés AM.3MC Bosbok. Un seul autre pays a utilisé ce biplace, trois appareils étant livrés en 1974 à la Force Aérienne du Rwanda. Ces appareils furent retirés de service en mai 1993. Contrairement à ce qui a souvent été écrit la Rhodésie n’a jamais utilisé d’Aermacchi AM.3C, mais des Aermacchi AL.60.

## AM.3CM Bosbok
Livrés à la SAAF avec une livrée gris-clair, les Bosbok furent rapidement repeints avec un camouflage deux-tons vert-olive/terre sombre et affectés aux 41 et 42 Squadrons. Équipés de 2 points d’emport de charges externes d’une capacité de 170 kg et de 2 points d’une capacité de 91 kg, ils pouvaient recevoir sous voilure, selon les besoins, 2 mitrailleuses en pod, 4 bombes légères, 4 lance-roquettes fumigènes ou toute combinaison intermédiaire. Les Bosbok furent très largement utilisés durant les opérations en Angola pour le contrôle aérien avancé, comme relais de communication (Telstar duty), la reconnaissance, le réglage d’artillerie, les évacuations sanitaires ou les missions de liaison. Mais ils furent surtout utiles pour marquer au moyen de fumigènes les cibles devant être détruites par l’aviation tactique en raison de leur aptitude à voler à très basse altitude. Au cours d’une de ces missions, effectuées au ras de la cime des arbres, un Bosbok a détruit une position d’artillerie anti-aérienne de 37 mm, la roquette fumigène ayant atteint directement l’objectif à marquer. En 1989 l’Afrique du Sud se retira d’Angola et les effectifs de la SAAF furent réduits. Les Aermacchi AM.3CM furent réformés en 1992.

## Quelques survivants
Un exemplaire [920] est conservé en exposition statique à Port Elizabeth, un second [959] maintenu en état de vol par le Musée de la SAAF à Swartkop (en). Quelques exemplaires ont également trouvé le chemin des registres civils. Ainsi la National Test Pilot School (en) américaine a acheté en juillet 1993 un AM.3CM [N165TP c/n 2028] pour l'entraînement des pilotes aux techniques de vol à basse vitesse. Appartenant depuis 1999 à Flight Research Inc, il est utilisé pour le remorquage d’un planeur Blanik L-13 et la mise au point d’équipements destinés à l’aviation agricole.

## Opérateurs
Rwanda
 Afrique du Sud
- South African Air Force
  - 41 Squadron SAAF (en)
  - 42 Squadron SAAF (en)